# Evfemija Ogrska
Eufemija Ogrska (češko Eufémie Uherská, madžarsko Eufémia morva hercegné)  je bila hčerka ogrskega kralja Béle I. in njegove žene Richeze (ali Adelajde) Poljske in žena vojvode Otona I. Olomuškega, drugega sina češkega vojvode Břetislava I., * 1045/1050 ?, Kraljevina Poljska, † 2. april 1111.
Z Otonom se je poročila pred letom 1073.
Nekateri raziskovalci menijo, da je bila Eufemija hči Bélovega starejšega brata Andreja I. Ogrskega in njegove žene Anastazije Kijevske. Njeno alternativno ime Adelajda je bilo predlagano zaradi premalo podatkov o njenem rojstvu. Obstaja tudi teorija, da je bila hčerka Béle I. in neznane pjastovske princese.
V zakonu z Otonom I. so bili rojeni štirje otroci:
- Svatopluk, češki vojvoda (21. eSeptember 1109),
- Oton II. Črni (18. februar 1126),
- Břetislav in
- Boleslava.

Najmlajša otroka se v primarnih virih ne omenjata, zato se domneva, da sta umrla že v otroštvu.

## Državljanska vojna
Po moževi smrti leta 1087 je Vratislav II., okronan za češkega kralja, dal kneževino Olomuc svojemu sinu Bořivoju II., Eufemijo in njene otroke pa izgnal. Namesto da bi se vrnila na Ogrsko, je Eufemija ostala s svojimi sinovi in se zatekla k moževemu starejšemu bratu,  češkemu vojvodi Konradu I. Konrad je vladal le osem mesecev in umrl. Po njegovi smrti je bilo  vojvodstvo po načelu agnatskega seniorstva podeljeno Břetislavu II., sinu pokojnega kralja. Sovraštvo med vladajočo in moravsko vejo Přemyslidov se je še povečalo, zlasti ko je  vojvoda Břetislav II. za svojega naslednika imenoval svojega polbrata Bořivoja II. in zanj dobil potrditev cesarja Henrika IV.  Izbruhnila je državljanska vojna z njegovimi sinovi Konradom, Ulrikom in Luitpoldom Znojmskim.  Leta 1092 je bil sklenjen mir.
Po sklenitvi miru so se Eufemija in njeni otroci lahko vrnili v Olomuc. Otroci so dobili svojo dediščino, Eufemija pa je do leta 1095 vladala v njihovem imenu kot regentka.
Po smrti Břetislava II. ga je leta 1100 nasledil Bořivoj II. 
Ko je cesarja Henrika IV. odstavil njegov sin Henrik V., je Svatopluk dobil priložnost, da zasede vojvodski prestol. S Henrikovo podporo mu je to tudi uspelo. 
O Eufemiji v tem obdobju ni veliko več znanega. Umrla je leta 1111 in bila pokopana poleg moža v samostanu Hradisko, ki sta ga ustanovila. 